# Nematopsis penaeus
Nematopsis penaeus is een soort in de taxonomische indeling van de Myxozoa, een stam van microscopische parasitaire dieren. Het organisme komt uit het geslacht Nematopsis en behoort tot de familie Porosporidae. Nematopsis penaeus werd in 1954 ontdekt door Sprague.